# Амачкино (Чувашия)
Ама́чкино (чув. Амачкин) — деревня в Мариинско-Посадском муниципальном округе Чувашской Республики Российской Федераии. 

## История
В 2004–2023 годы входила в состав Приволжского сельского поселения.

## География
Деревня находится в северо-восточной части Чувашии, в пределах Чувашского плато, в зоне хвойно-широколиственных лесов, к югу от реки Волги, на расстоянии примерно 1 километра (по прямой) к востоку от города Мариинский Посад, административного центра района. Абсолютная высота — 139 метров над уровнем моря.

### Часовой пояс
Деревня Амачкино, как и вся Чувашия, находится в часовой зоне МСК (московское время). Смещение применяемого времени относительно UTC составляет +3:00.

## Население
| 2010 | 2012 | 2013 |
| ---- | ---- | ---- |
| 23   | ↗25  | →25  |

### Половой состав
По данным Всероссийской переписи населения 2010 года в гендерной структуре населения мужчины составляли 56,5 %, женщины — соответственно 43,5 %.

### Национальный состав
Согласно результатам переписи 2002 года, в национальной структуре населения русские составляли 96 % из 23 чел.